# Acrantophis madagascariensis
Acrantophis madagascariensis là một loài rắn trong họ Boidae. Loài này được Duméril & Bibron mô tả khoa học đầu tiên năm 1844.

## Hình ảnh

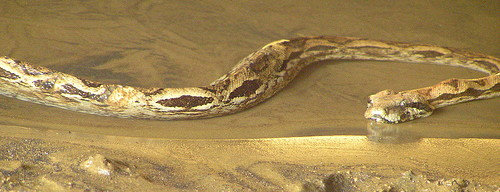
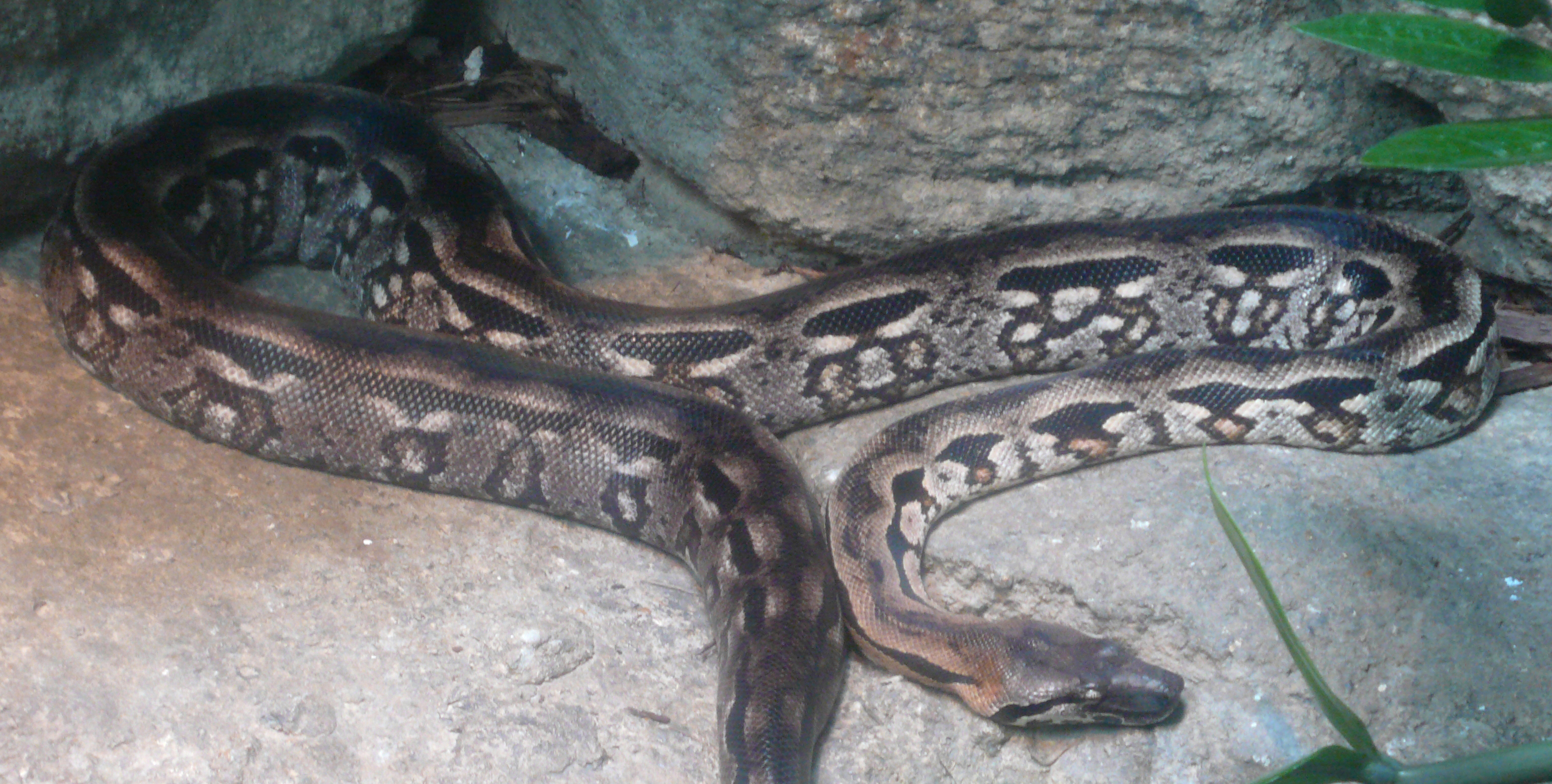
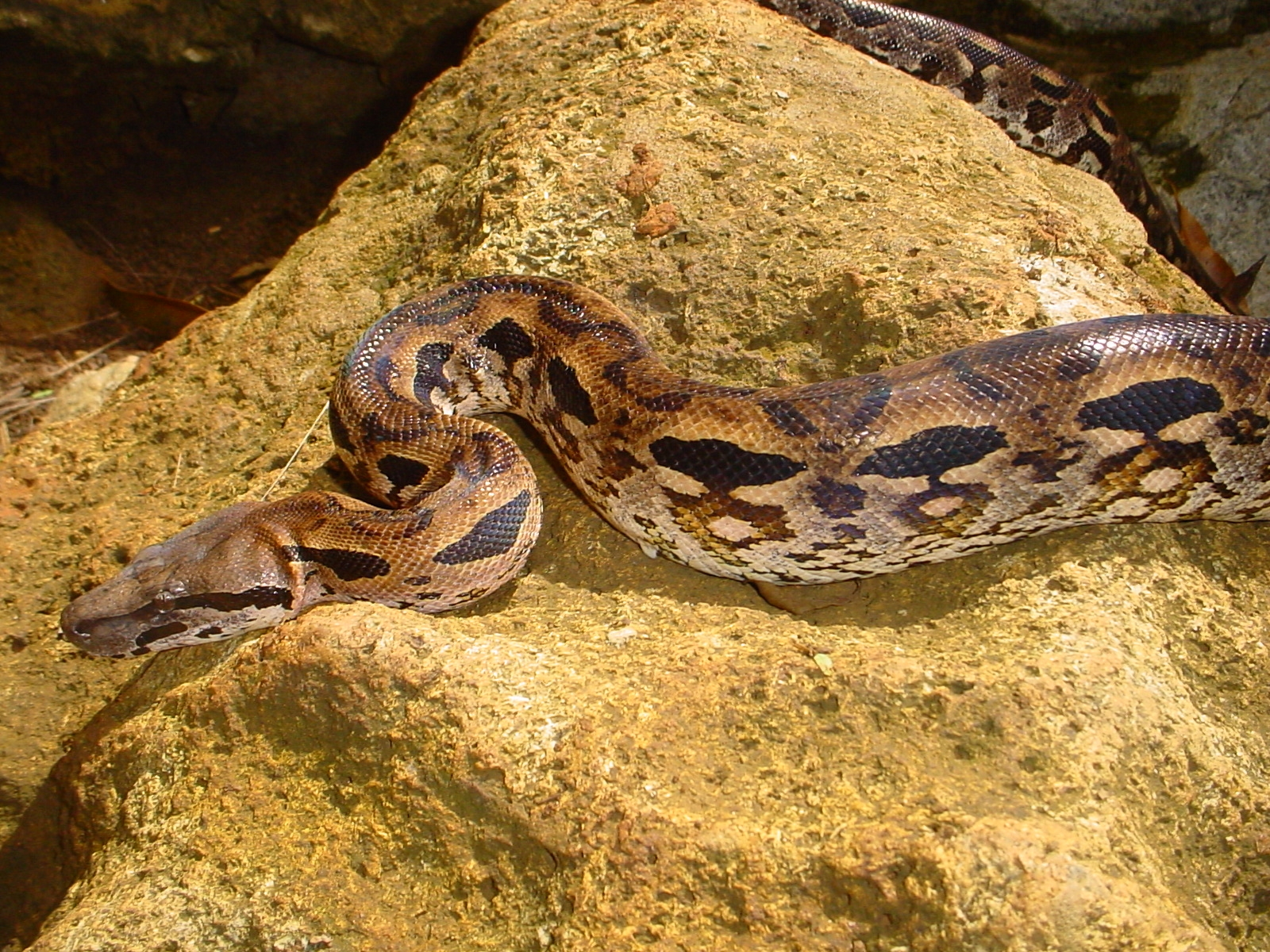